# 성박물관
성박물관(性博物館)은 인간의 성에 관한 자료들을 전시하는 박물관이며 대부분 미성년자의 출입을 금하고 있다. 유명한 성 박물관으로는 세계 최대이자 최초 제 1종 전문 박물관인 건강과 성박물관, 제주 러브랜드, 뉴욕의 성박물관 등이 있다.

## 같이 보기
- 아이슬란드 성기 박물관